# Klaussynagoge (Halberstadt)

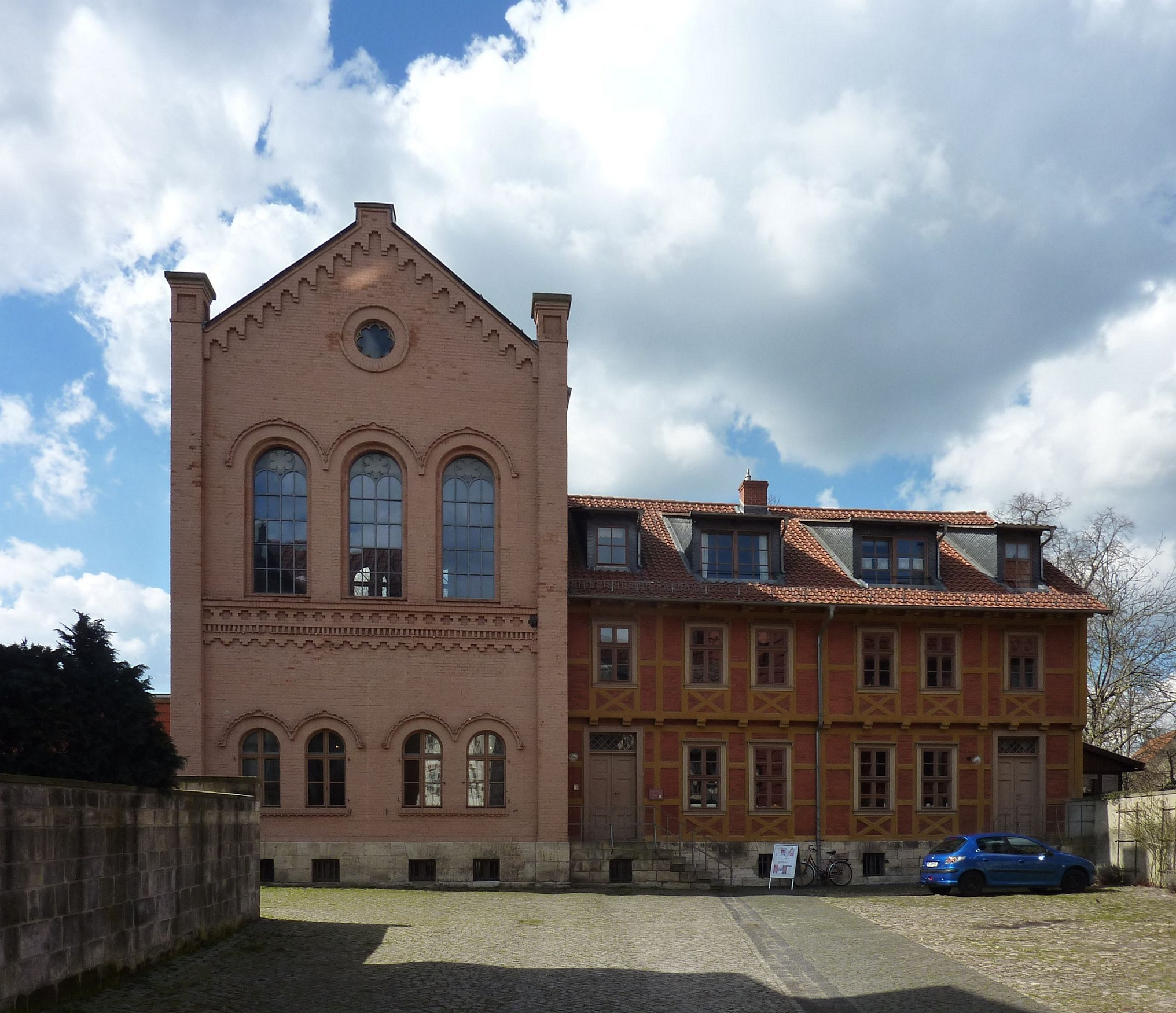
Synagoge mit ehemaligem Rabbinerseminar in Halberstadt

Die Klaussynagoge in Halberstadt, der Kreisstadt des Landkreises Harz in Sachsen-Anhalt (Deutschland), wurde Mitte des 19. Jahrhunderts im Rosenwinkel 18 errichtet. Die Synagoge mit dem Lehrhaus, als Klaus bezeichnet, ist ein geschütztes Kulturdenkmal.
Der um 1700 errichtete Vorgängerbau wurde Mitte des 19. Jahrhunderts wegen Baufälligkeit abgerissen. Der Neubau wurde von der in Halberstadt ansässigen Unternehmerfamilie Hirsch finanziert.

## Heutige Nutzung
Heute ist das Synagogengebäude Sitz der Moses Mendelssohn Akademie.